# Bahnhofcenter Gelsenkirchen

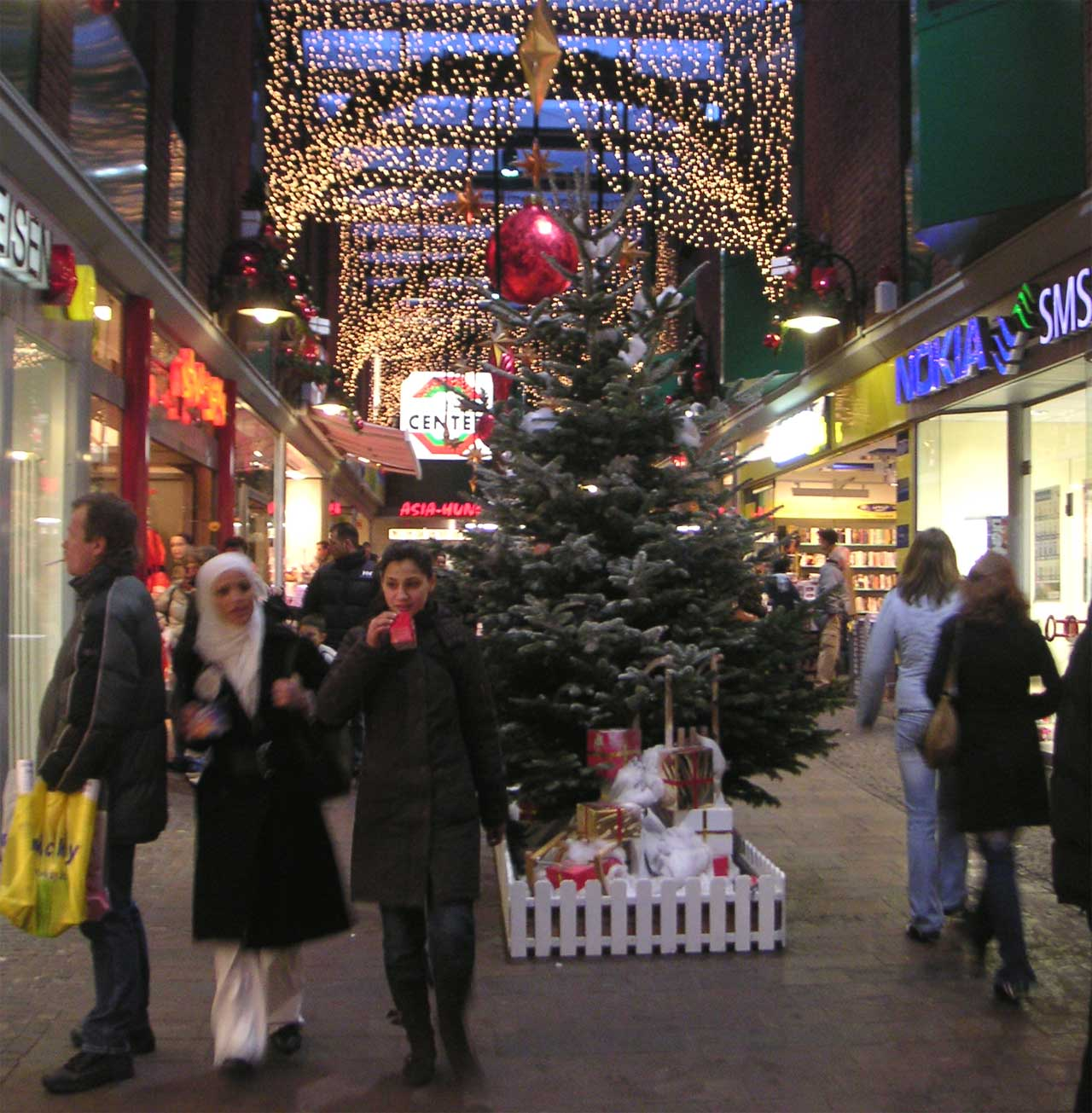
Het Bahnhofcenter in de avond

Het Bahnhofcenter Gelsenkirchen is een winkelcentrum bij de Hauptbahnhof van Gelsenkirchen in de Duitse deelstaat Noordrijn-Westfalen. Het werd gebouwd tussen 1982 en 1983 en biedt ruimte voor zo'n 25 winkels en horecagelegenheden. Er is een parkeergarage met 310 parkeerplaatsen aangebouwd.

## Ligging
Het Bahnhofcenter ligt ten noorden van het Hauptbahnhof van Gelsenkirchen en biedt een directe verbinding met de winkelstraat van Gelsenkirchen - de Bahnhofstraße. Het Bahnhofcenter is met het openbaar vervoer te bereiken via de halte Gelsenkirchen Hauptbahnhof, dat rechtstreeks verbonden is met het winkelcentrum.

## Geschiedenis
Het Bahnhofcenter van Gelsenkirchen werd tussen 1982 en 1983 gebouwd ter vervanging van de eerder gesloopte stationshal van de Hauptbahnhof van Gelsenkirchen. Het investeringsbedrag bedroeg oorspronkelijk € 28,8 miljoen. Eind november 2005 was het Bahnhofcenter vrijwel geheel overdekt aangesloten aan het station. Als onderdeel van de renovatie van het station en de gedeeltelijke sloop van het dak van het stationsplein is er sinds 2006 een duidelijke scheiding tussen het hoofdstation en het Bahnhofcenter.
Het Bahnhofcenter werd aanvankelijk geëxploiteerd door Brune Consulting Management uit Düsseldorf. In 2018 werd het overgenomen door concarus Real Estate, die het op 4 oktober 2019 in een nieuw jasje stak. Bij deze gelegenheid werd de 's' in de naam van het pand dat voorheen Bahnhofscenter heette, weggelaten.

## Detailhandel, horeca en dienstverlening
Het Bahnhofcenter beslaat een oppervlakte van 8.283 m² en biedt een totale huuroppervlakte van 13.224 m² (inclusief 2.228 m² kantoorruimte). In het centrum zijn er elektronica-, levensmiddelen-, briefpapier-, cadeau-, juweliers- en zoetwarenwinkels, slagerijen, bakkerijen en kaasmakerijen, maar ook snackbars, ijssalons, kiosken en restaurants met specialiteiten uit verschillende landen. In het Bahnhofcenter zijn ook diverse dienstverleners gevestigd, zoals een slotenmaker en het BOGESTRA klantencentrum.
Verder kent het Bahnhofcenter uniforme openingstijden op weekdagen van 9.30 tot 20.00 uur.